# 1978年航空
此條目列出1978年發生有關航空運輸的事件。

## 事件
多米尼加一家名為Aerovías Quisqueyana的航空公司停業。

### 1月
- 印度政府設立了民航安全局[2]

### 5月
- 5月20日：位於千葉縣成田市的東京成田國際機場啟用。

### 6月
- 6月1日：由於發生空難，圖波列夫Tu-144退出客運。